# Graffenrieda limbata
Graffenrieda limbata är en tvåhjärtbladig växtart som beskrevs av José Jéronimo Triana. Graffenrieda limbata ingår i släktet Graffenrieda och familjen Melastomataceae.
Artens utbredningsområde är Peru. Inga underarter finns listade i Catalogue of Life.